# Соколина
Соколина је насељено место у Босни и Херцеговини, у општини Доњи Вакуф. Административно припада Федерацији Босне и Херцеговине, односно њеном Средњобосанском кантону. Према попису становништва из 2013. у насељу је живело 135 становника, а већину популације чинили су Бошњаци.

## Становништво
По последњем службеном попису становништва из 2013. године у насељу Соколина живело је 139 становника. Етничку већину у селу чинили су Бошњаци.
| Националност       | 2013.        | 1991.        | 1981.        | 1971.        |
| Бошњаци            | 133 (98,52%) | 332 (91,97%) | 308 (88,51%) | 318 (92,85%) |
| Срби               | 0            | 27 (7,48%)   | 38 (10,92%)  | 24 (7,01%)   |
| Хрвати             | —            | 0            | 0            | 0            |
| Југословени        | 0            | 0            | 1 (0,28%)    | —            |
| остали и непознато | 2 (1,48%)    | 2 (0,55%)    | 1 (0,28%)    | 0            |
| Укупно             | 135          | 361          | 348          | 342          |